# Ancistrorhynchus constrictus
Espèce
Ancistrorhynchus constrictus Szlach. & Olszewski est une espèce d'Orchidées du genre Ancistrorhynchus, endémique du Cameroun.

## Description
C'est une herbe épiphyte, dont la tige atteint 6 cm de longueur. Les feuilles sont linéaires, lancéolées, inégalement bilobées au sommet à lobes bidentés. L'inflorescence est dense, capitée, composée d'environ 10 fleurs blanches. Le labelle est tacheté de vert clair. L'éperon, étroitement cylindrique, est droit, faiblement claviforme au sommet.

## Distribution
Cette espèce n'est connue que de la localité-type, près de Bufi, à 30 km à l'est d'Akwaya, où elle a été découverte par René Letouzey.